# Perrísimas Tour
Perrísimas Tour fue una gira compartida realizada por las cantantes mexicanas Alejandra Guzmán y Paulina Rubio. Originalmente, la gira, aún sin nombre, había sido planeada para su comienzo en 2020 siguiendo un formato similar a la gira que Alejandra compartió anteriormente con Gloria Trevi, el Versus Tour (2017-2018). Incluso en ese entonces colaboraron en un tema, el cover de Ni Tú Ni Nadie originalmente interpretado por Alaska y Dinarama en los 80's, pero debido a la cancelación del proyecto, éste no fue lanzado de manera oficial, aunque su videoclip se filtró en internet en marzo de 2020.
El tour comenzó el 15 de abril de 2022 en el Hard Rock Live en Orlando, Florida y tiene como fecha final el 22 de mayo de 2022 en el Microsoft Theater en Los Ángeles, California. Aunque aún no se han anunciado fechas fuera de Estados Unidos, las cantantes expresaron sus intenciones de llevar la gira a México en un futuro.

## Antecedentes y anuncio
Alejandra Guzmán ya había colaborado anteriormente con la cantante mexicana Gloria Trevi en la gira de 2017 y 2018 Versus Tour. Tras el éxito de la gira, los medios de comunicación especulaban sobre qué otras cantantes podrían repetir el atractivo formato de reunir a dos exponentes de la música en español de los 90's en un mismo escenario, especialmente si se trataba de rivales. Una de estas posibles mancuernas era la de Paulina Rubio y la cantante Thalía, quienes fueran compañeras de grupo en Timbiriche y a las cuales siempre se les ha señalado de llevar una enemistad dentro y fuera del grupo, sin embargo Paulina Rubio negó durante una entrevista en 2022 la posibilidad de llevar a cabo esta colaboración argumentando "No la dejan, hombre. Me ha dicho que no varias veces, no la dejan”.
No obstante, otra de las rivalidades que causó revuelo en el mundo de los espectáculos en México al inicio de los 90's, fue precisamente la de Alejandra Guzmán y Paulina Rubio al verse envueltas en un triángulo amoroso con el cantante mexicano Erik Rubín, el cual se inmortalizó con los éxitos musicales Mío, de Paulina Rubio, y Hey Güera!, de Alejandra Guzmán. Fue a finales del 2019 que se comenzó a especular sobre una posible gira entre Guzmán y Rubio, de acuerdo a algunas fuentes que afirmaban que empresarios norteamericanos apostaban más a esta mancuerna, aunque en su momento se habría considerado también a Paulina Rubio con Gloria Trevi.
En marzo de 2020, se filtró en internet un videoclip en baja calidad de un cover del tema Ni Tú Ni Nadie originalmente lanzado por Alaska y Dinarama en 1985, interpretado por Alejandra Guzmán y Paulina Rubio. En el video se les puede ver a las dos cantantes enfrentándose en un ring de box. Tras la filtración, los fans de ambas artistas así como los medios de comunicación, anticipaban el inminente anuncio de la gira y el lanzamiento oficial del tema, similar al sencillo que Gloria Trevi y Guzmán lanzaran en 2017 para anunciar su colaboración. Semanas más tarde se daría a conocer que la gira y por ende el lanzamiento del sencillo fueron cancelados por diferencias entre las dos artistas. 
En abril de 2020, cuando se le preguntó sobre la gira a Paulina Rubio en una entrevista por videollamada con el programa El Break de las 7, ella declaró "Pues es que no se va a hacer, no se va a hacer, había algunos planes… no puedo hablar mucho del tema la verdad, esta chava está bien loquis y pues no te puedo decir más que no se va a hacer".
Fue hasta noviembre de 2021 cuando Paulina Rubio volvió a dar indicios de que la gira se podría retomar cuando durante la promoción de su sencillo Yo Soy reveló que haría una gira "con una rival" en abril del próximo año.
El 11 de diciembre de 2021, Paulina Rubio compartió en sus redes sociales una imagen con el que sería el logo de la gira y la leyenda "TOUR2022" acompañada del texto "Why not? - ¿Por que no?". El 15 de diciembre, ambas artistas anunciaron oficialmente su colaboración y anunciaron las 22 fechas en las que se presentarían por Estados Unidos en abril y mayo de 2022.

## Formato
El concierto comienza con un video introductorio titulado Somos Perrísimas, tras el cual aparecen las dos cantantes interpretando a dueto el tema Ni Tú Ni Nadie. Posterior a este número, cada cantante interpreta dos bloques de sus grandes éxitos de forma intercalada, compartiendo el escenario de nuevo únicamente para interpretar Es Por Amor y el cierre del concierto el cual consiste en un medley de Mío, interpretado por Paulina Rubio y Hey Güera, interpretado por Alejandra Guzmán.

## Repertorio
Lista de canciones del concierto en Orlando el 15 de abril de 2022.
1. Somos Perrísimas (Vídeo Introductorio)
2. Ni Tú Ni Nadie (Dueto)
3. Te Quise Tanto (Paulina Rubio)
4. Nada Fue un Error (Paulina Rubio)
5. Lo Haré por Ti (Paulina Rubio)
6. Yo No Soy Esa Mujer (Paulina Rubio)
7. Causa y Efecto (Paulina Rubio)
8. Amor de Mujer / Nieva, Nieva / Asunto de Dos (Medley) (Paulina Rubio) (reemplazado por Baila Casanova / Don't Say Goodbye / Boys Will Be Boys en fechas posteriores) [14]
9. Tal Vez, Quizá (Paulina Rubio)
10. Te Daría Mi Vida / Siempre Tuya Desde la Raíz / Enamorada (Medley) (Paulina Rubio) (reemplazado por Mamá/Enamorada en fechas posteriores)
11. Ni Una Sola Palabra (Paulina Rubio)
12. Mírala, Míralo (Alejandra Guzmán)
13. Mala Hierba (Alejandra Guzmán)
14. Día de Suerte (Alejandra Guzmán)
15. Cuidado con el Corazón (Alejandra Guzmán)
16. Diablo (Alejandra Guzmán)
17. Verano Peligroso (Alejandra Guzmán)
18. Quiero Más de Ti (Alejandra Guzmán)
19. Loca (Alejandra Guzmán)
20. Volverte a Amar (Alejandra Guzmán)
21. Sexo, Pudor y Lágrimas (Alejandra Guzmán)
22. Es por Amor (Dueto)
23. Nena (Paulina Rubio)
24. Ni Rosas Ni Juguetes/Dame Otro Tequila (Paulina Rubio)
25. Golpes en el Corazón (Paulina Rubio)
26. El Último Adiós (Paulina Rubio)
27. Acelerar / México / Con Todos Menos Conmigo (Medley) (Paulina Rubio)
28. Sexi Dance (Paulina Rubio)
29. Algo Tienes (Paulina Rubio)
30. Y Yo Sigo Aquí (Paulina Rubio)
31. Eternamente Bella (Alejandra Guzmán)
32. Un Grito en la Noche (Alejandra Guzmán)
33. Hacer el Amor con Otro (Alejandra Guzmán)
34. Ángeles Caídos (Alejandra Guzmán)
35. Llama por Favor (Alejandra Guzmán)
36. Reina de Corazones (Alejandra Guzmán)
37. La Plaga (Alejandra Guzmán)
38. Mío / Hey Güera (Dueto)

## Fechas
| Fecha               | Ciudad          | País           | Recinto                                                | Entradas vendidas / Disponibles                                    |
| ------------------- | --------------- | -------------- | ------------------------------------------------------ | ------------------------------------------------------------------ |
| 15 de abril de 2022 | Orlando         | Estados Unidos | Hard Rock Live                                         | 3,000/3,000 SOLD OUT                                               |
| 16 de abril de 2022 | Fort Lauderdale | Estados Unidos | Seminole Hard Rock Hotel & Casino - Hard Rock Live     | 7,000/7,000 SOLD OUT                                               |
| 20 de abril de 2022 | Allentown       | Estados Unidos | PPL Center                                             | Evento cancelado por problemas de logística y personales de Rubio. |
| 22 de abril de 2022 | Tysons          | Estados Unidos | Capital One Hall                                       | 1,600/1,600 SOLD OUT                                               |
| 23 de abril de 2022 | New York        | Estados Unidos | United Palace Theatre                                  | 3,350/3,30 SOLD OUT                                                |
| 27 de abril de 2022 | Rosemont        | Estados Unidos | Rosemont Theatre                                       | 4,400/4,400 SOLD OUT                                               |
| 28 de abril de 2022 | Nashville       | Estados Unidos | Tennessee Performing Arts Center - Andrew Jackson Hall | 2,472/2,472 SOLD OUT                                               |
| 29 de abril de 2022 | Atlanta         | Estados Unidos | The Fox Theatre                                        | 4,665/4,665 SOLD OUT                                               |
| 1 de mayo de 2022   | Grand Prairie   | Estados Unidos | Texas Trus CU Theatre at Grand Prairie                 | 6,350/6,350 SOLD OUT                                               |
| 2 de mayo de 2022   | Midland         | Estados Unidos | Wagner Noel Performing Arts Center                     | 1,819/1,819 SOLD OUT                                               |
| 4 de mayo de 2022   | Cedar Park      | Estados Unidos | H-E-B Center at Cedar Park                             | 8,000/8,000 SOLD OUT                                               |
| 5 de mayo de 2022   | Sugar Land      | Estados Unidos | Smart Financial Centre                                 | 6,400/6,400 SOLD OUT                                               |
| 6 de mayo de 2022   | Hidalgo         | Estados Unidos | Payne Arena                                            | 6,800/6,800 SOLD OUT                                               |
| 8 de mayo de 2022   | San Antonio     | Estados Unidos | Majestic Theatre                                       | 1,100/1,100 SOLD OUT                                               |
| 10 de mayo de 2022  | Laredo          | Estados Unidos | Sames Auto Arena                                       | 10,000/10,000 SOLD OUT                                             |
| 12 de mayo de 2022  | El Paso         | Estados Unidos | El Paso County Coliseum                                | 5,152/5,250                                                        |
| 13 de mayo de 2022  | Tucson          | Estados Unidos | AVA Amphitheatre                                       | 5,000/5,000 SOLD OUT                                               |
| 14 de mayo de 2022  | Rancho Mirage   | Estados Unidos | Agua Caliente Casino                                   | 2,057/2,057 SOLD OUT                                               |
| 15 de mayo de 2022  | San Diego       | Estados Unidos | Pechanga Arena                                         | 16,100/16,600 SOLD OUT                                             |
| 18 de mayo de 2022  | Phoenix         | Estados Unidos | Arizona Federal Theatre                                | 5,000/5,000 SOLD OUT                                               |
| 20 de mayo de 2022  | San Jose        | Estados Unidos | SAP Center                                             | 16,983/17,100                                                      |
| 21 de mayo de 2022  | Las Vegas       | Estados Unidos | The Theater at Virgin Hotels Las Vegas                 | 4,500/4,500 SOLD OUT                                               |
| 22 de mayo de 2022  | Los Ángeles     | Estados Unidos | Microsoft Theater                                      | 7,000/7,000 SOLD OUT                                               |